# HD 204577
HD 204577，又名BD-19 6107，SAO 164433、HR 8222，是一颗恒星，视星等为6.57，位于銀經31.58，銀緯-43.31，其B1900.0坐标为赤經21h 24m 22.9s，赤緯-19° -43.31′ 3″。